# Момотові
Момотові (Momotidae) — родина птахів ряду сиворакшоподібних (Coraciiformes). Є птахами середнього розміру, що живуть в густій сельві. Трапляються тільки в тропічній зоні Нового світу (хоча викопні момотові виявлені у Швейцарії). У цих птахів м'яке оперення і довгі хвости, що рухаються в різні боки. У всіх малих видів центральні пір'я хвоста (найдовші), мають голий остов, нагадуючи при цьому ракетку. Момоти живляться комахами та дрібними хребетними (жабами, ящірками), а також плодами. Як і більшість сиворакшоподібних, в'ють гнізда в тунелях пагорбів, відкладаючи близько чотирьох яєць.

## Поширення
Населяють тропічні і субтропічні ліси Центральної і Південної Америки; немає їх у Вест-Індії.

## Опис
Розміри дрібні і середні (вага 50-400 г). Дзьоб довгий, злегка вигнутий, з гострою вершиною і зазубреними ріжучими краями. Зберігається сильно редукований леміш. Вирізки заднього краю грудини часто перетворюються на фонтанелі. Язик довгий, з бахромою на кінці. Мускульний шлунок досить потужний. Кишечник відносно довгий. Сліпих кишок немає. Мається жовчний міхур. Куприкова залоза гола або слабо опірена. Побічні стрижні контурного пера сильно скорочені. Пуху немає. Першорядних махових 10. Крило еутаксичне. Різко ступінчастий хвіст з 12 рульових. Середня пара дуже довга; сам птах вищипує на ній передвершинному частина опахал. Забарвлення яскраве синє, червоне, зелене з металевим відблиском.

## Спосіб життя
Добре літають. Тримаються в заростях чагарників або в нижньому ярусі лісу. Годуються різними комахами (переважно жуками), збирають їх з листя і гілок, або ловлять, злітаючи із засідки. Іноді ловлять дрібних ящірок і змій, дрібних горобиних птахів. Їдять плоди. Гніздяться в норах, які риють в обривах струмків і лісових ярів (довжина нір досягає 2-3 м). У кладці 3, рідко 4 блискучих білих яйця. Насиджують 20-24 дня. Пташенята залишаються в гнізді близько місяця.

## Походження
Ґрунтуючись на викопних знахідках із середнього еоцену півдня США, вважається, що центром виникнення родини міг бути південь Північної Америки.
Момотові відокремилися від примітивних сиворакш; схожість із щурками більш віддалене. Відокремлення родини, ймовірно, визначалося в першу чергу харчовою спеціалізацією і відбулося дуже давно (можливо, в нижньому еоцені).

## Види
- Рід Aspatha — блакитногорлий момот
  - Aspatha gularis — момот блакитногорлий
- Рід Baryphthengus — рудоголовий момот
  - Baryphthengus martii — момот амазонійський
  - Baryphthengus ruficapillus — момот рудоголовий
- Рід Electron — широкодзьобий момот
  - Electron carinatum — момот гостродзьобий
  - Electron platyrhynchum — момот широкодзьобий
- Рід Eumomota — рудочеревий момот
  - Eumomota superciliosa — момот рудочеревий
- Рід Hylomanes — малий момот
  - Hylomanes momotula — момот малий
- Рід Momotus — момот
  - Momotus mexicanus — момот мексиканський
  - Momotus momota — момот чорнощокий
  - Momotus bahamensis
  - Momotus lessonii
  - Momotus aequatorialis — момот великий
  - Momotus coeruliceps
  - Momotus subrufescens